# Macrobrachium yeti
Macrobrachium yeti är en kräftdjursart som beskrevs av Dang 1975. Macrobrachium yeti ingår i släktet Macrobrachium och familjen Palaemonidae. Inga underarter finns listade i Catalogue of Life.